# Musikkapelle
Con il termine di origine in lingua tedesca Musikkapelle (traducibile in italiano come "banda musicale") ci si riferisce a una banda musicale tradizionale, composta prevalentemente da legni, ottoni e percussioni e legata a un paese. Le Musikkapellen sono diffuse in Sudtirolo e nei paesi germanofoni.

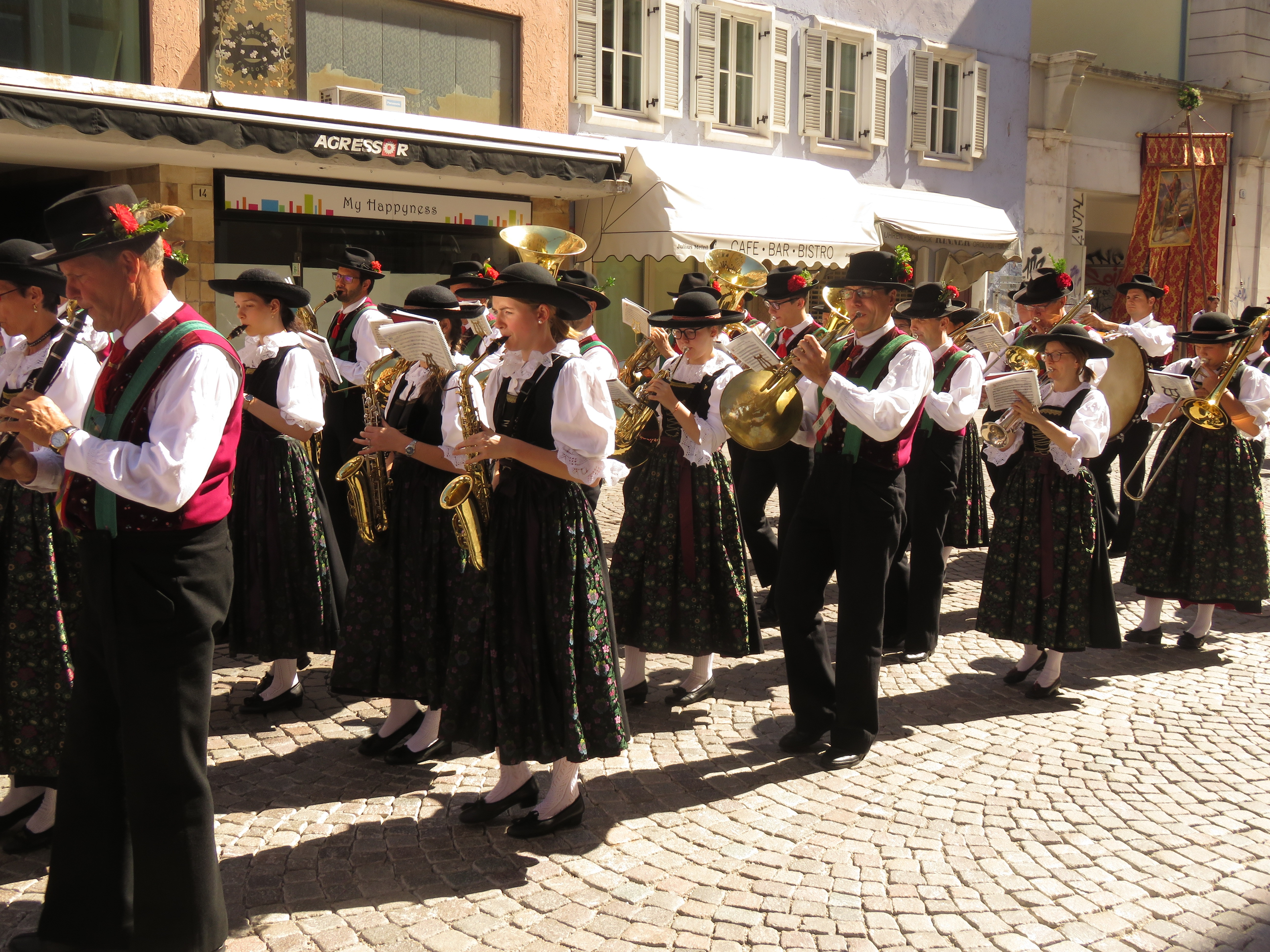
Musikkapelle alla Festa del Sacro Cuore di Gesù a Bolzano.

## Storia
Il significato del termine Musikkapelle è cambiato costantemente fin dall'inizio del Medioevo. Nel suo significato originale il termine "cappella" si riferisce alla reliquia di San Martino di Tours (diminutivo dal latino cappa, in italiano "cappotto") su oggetti sacri e palazzi.
All'inizio furono descritte come le reliquie e paramenti sacri dei maggiordomo di palazzo francesi, poi, nell'otto e il nono secolo, l'importanza fu estesa alle sale sacre delle chiese di proprietà dei fondatori secolari o spirituali.
Nella tradizione europea cristiana le chiese hanno avuto sacerdoti che erano anche responsabili dei servizi religiosi, incluso il canto. Il gruppo poteva anche includere strumenti musicali. Per le chiese più grandi, come le cattedrali, una cappella radiale poteva essere utilizzata per effettuare le prove. Questo era anche il luogo in cui erano custoditi gli spartiti, gli strumenti musicali e le vesti. Il termine "cappella" venne cambiato nel corso degli anni a "complesso musicale", e il loro direttore era conosciuto come maestro di cappella.
I musicisti della Cappella musicale pontificia sistina e della Cappella Giulia erano tra i più famosi tra tali gruppi di artisti del XVI secolo. Altri esempi di queste cappelle con una storia che risale al Medioevo includono la Cappella Musica della Cattedrale di Pamplona.
Dall'800 le persone coinvolte nell'esecuzione dei servizi di corte reale era stato anche utilizzato in una certa misura in campo vocale.
Con lo sviluppo della musica vocale polifonica, soprattutto in Francia, dal XIV secolo il termine è stato applicato al sempre più importante canzone dal XIV secolo; in questo senso nel 1335 il termine indica il complesso musicale francese di papa Benedetto XII a Avignone.
Fin dal Rinascimento, soprattutto in Italia il concetto si è spostato sempre più ai musicisti strumentali; si parla infatti per la prima volta di ensemble di cantanti e di musicisti strumentali, con in primo piano il concetto di musica da chiesa.

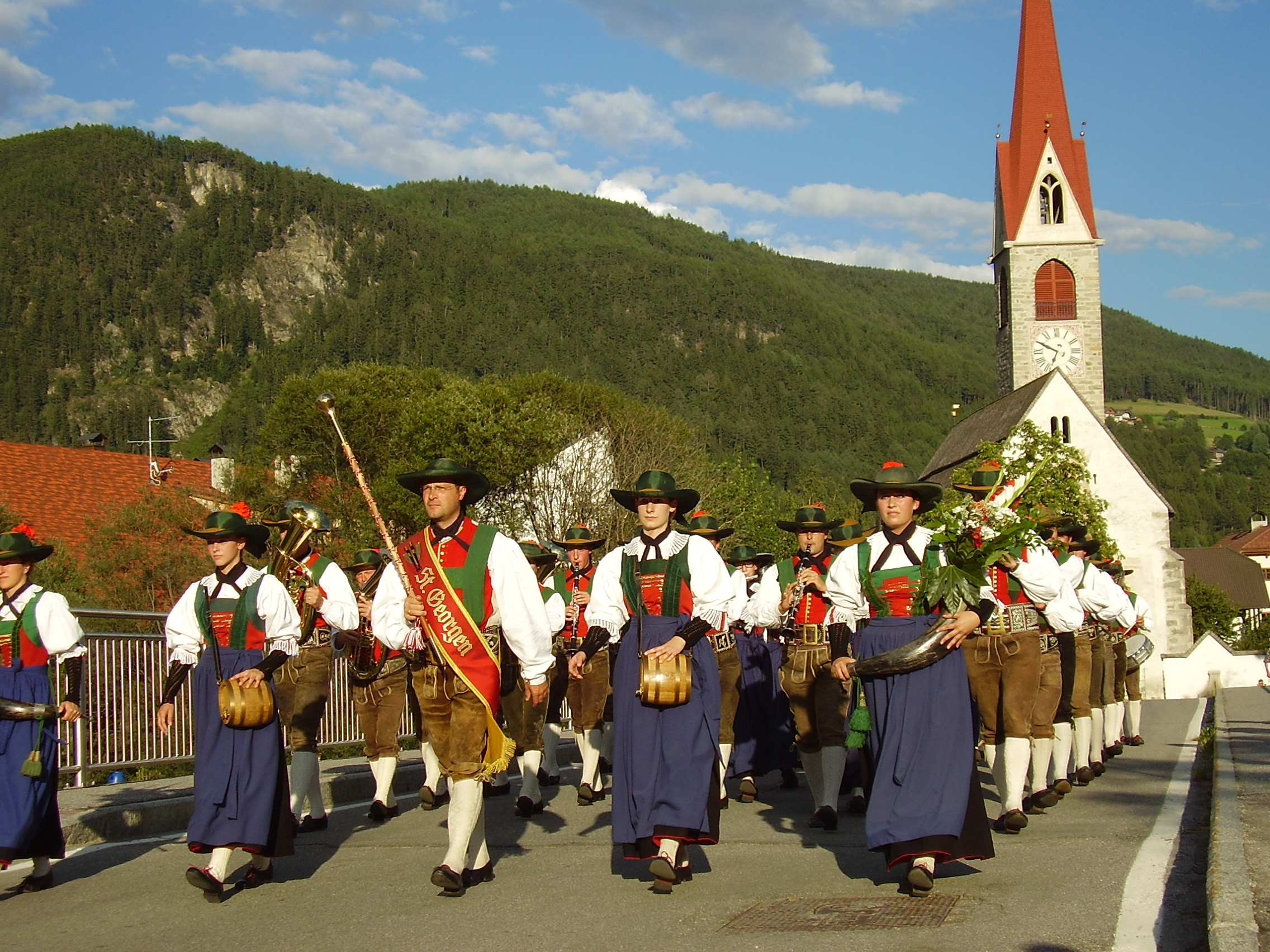
La Musikkapelle di San Giorgio (Brunico)

Lo sviluppo e l'organizzazione di una cappella musicale è documentata nella Basilica di Nostra Signora di Tongeren in Belgio, al momento una delle città del Principato vescovile di Liegi: nel XV secolo venti canonici sono responsabili per l'accompagnamento musicale delle funzioni religiose. Alla fine del XVI secolo il capitolo espande la cappella a un gruppo di oltre venti musicisti, soprattutto cantanti, ma alla fine del XVII secolo anche da quattro a sei strumentisti. A quel tempo il precentore sovrintende a tre gruppi di musicisti: il primo è un insieme fisso di sei vicari (qui intesi come musicisti spirituali). Questi vicari hanno, per bolla papale del 1444, sei altari erano riservati esclusivamente per loro, dove devono consacrare la messa almeno una volta alla settimana.
Il succentore è la figura più importante tra di loro che necessita di consacrare altre due messe alla settimana e insegna musica ai coristi. In ordine di importanza il succentore è seguito dall'organista e dal basso, poi dai vicari ordinari. Da qualche parte nel XVII secolo queste ultime tre vicari divenne tenuti a suonare uno strumento diverso, di solito un violino o un violoncello. Nel XVI e nel XVII secolo i vicari furono sostituiti dopo alcuni mesi o anni, ma per intervalli più brevi rispetto a quelli del XVIII secolo. Poiché gli esami per nominare un nuovo vicario erano aperti ai canditi di un'area più vasta, ne consegue che i musicisti spesso si recavano da una regione all'altra per la loro prossima occupazione.
Intorno al XVII secolo, anche le formazioni puramente strumentali sono chiamate Kapelle, in particolare i corsi di musica corale che servivano per la chiesa e per le esibizioni secolari come la Tafelmusik ("orchestre di corte"). Dalla seconda metà del Settecento, i concetti di Kapelle e Kapellmeister ("maestro di cappella") hanno sottolineato la professionalità dei musicisti e il carattere di ciò che viene presentato come arte.

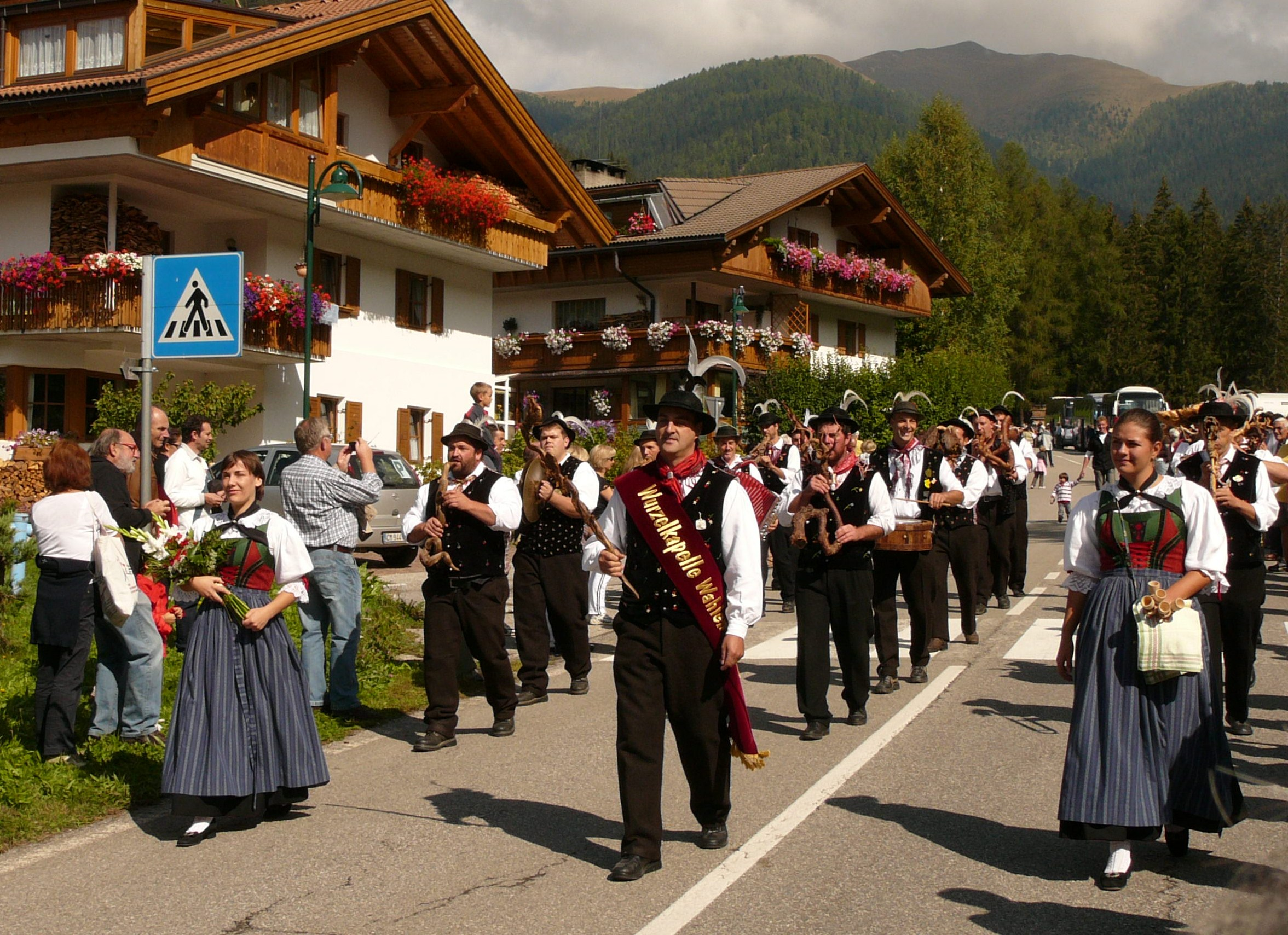
La Wurzelkapelle a San Silvestro di Dobbiaco

## Utilizzo moderno del termine
Fin dal XIX secolo il termine Musikkapelle viene utilizzato soprattutto nel mondo di madrelingua tedesca per definire la banda musicale che suona musica sia sacra che tradizionale. Ad esempio la Musikkapelle sfila durante le feste o le ricorrenze storiche eseguendo marce, musica da ballo e d'intrattenimento e può eseguire veri e propri concerti.
A San Silvestro di Dobbiaco esiste la Wurzelkapelle (Banda delle radici) che utilizza come strumenti musicali solamente radici d'albero.